# ماتارام (مدينة)
ماتارام (بالإنجليزية: Mataram (city))‏ هي معلم جغرافي تقع في إندونيسيا في نوسا تنقارا الغربية. يقدر عدد سكانها بـ 402,296 نسمة ومساحتها 61.30 كم2 وترتفع عن سطح البحر 26 متر.